# Taste of Tears
Taste of Tears ist eine Schweizer Death-Metal-Band, die 1998 in Chur gegründet wurde.

## Geschichte
Taste of Tears wurde 1998 von Marcus Seebach (Schlagzeug, Gesang) und Daniel Patzen (Gitarre, Gesang) gegründet. Der Bandname wurde von Seebach vorgeschlagen. 1999 war mit dem Einstieg von Duri Camenisch (Gitarre) und Gion Alig (Bass) das erste Line-up komplett. Die ersten Lieder sind dabei deutlich vom Melodic Death Metal geprägt, weisen aber schon abwechslungsreiche Strukturen und später verstärkt eingesetzte rhythmischen Spielereien auf. Schlagzeuger Seebach agierte dabei als vollwertiger Sänger und steuerte nicht nur Hintergrundgesang bei. 2004 wurde eine erste Demo-CD veröffentlicht. Ende des gleichen Jahres verließ Patzen die Band aus persönlichen Gründen.
Im folgenden Jahr erweiterten Taste of Tears ihre immer noch im Death Metal verwurzelte Musik um technische und progressive Elemente. Mit dem Dazustossen von Ivan Strimer als Sänger Anfang 2006 wurde der typische gutturale Gesang des Death Metal um Klargesang ergänzt und der Sound wurde eigenständiger. Die 2007 veröffentlichte Promo-CD Architects of Downfall erzielte grösstenteils positive Reaktionen. Die Songs wurden als stark von den Szeneinnovatoren Death und deren Nachfolgeband Control Denied inspiriert beschrieben. Nach Support-Shows für u. a. Sepultura, Legion of the Damned, Entombed, Cataract, Negligence und Mendeed begannen Taste of Tears mit den Vorbereitungen zu den Aufnahmen zum ersten vollständigen Album.
Im August 2011 wurde der im bandeigenen Studio aufgenommene und von den Bandmitgliedern selbst produzierte Longplayer Once Human veröffentlicht. Er umfasst acht progressive Death-Metal-Lieder und ist von Tommy Vetterli (Coroner, Eluveitie, 69 Chambers) gemixt und von Dan Suter (Echochamber) gemastert worden. Once Human ist über das deutsche Label SAOL (eine Division des deutschen Independent-Promotion-Labels CMM) veröffentlicht worden und wurde weltweit via H’Art Musikvertrieb vertrieben. Von den meisten Kritikern positiv bewertet, wurde Once Human als „eine fast perfekte Melange aus Prog Death und Power Metal!“ und „...für Fans dieses darbenden Genres empfehlenswert“ beschrieben.
Die Mitglieder von Taste of Tears sind noch in diversen Bands als Studio- oder Livemusiker aktiv, u. a. bei Tribes of Caïn, Bodysnatch, Masquerade und Aggressive Fear. Die Band arbeitet derzeit an neuen Liedern, die gebündelter und eingängiger, aber auch gleichermassen anspruchsvoller sind und mit verstärkt rockigen und jazzigen Elementen aufwarten sollen.

## Stil

### Musik
Die zwei Sänger decken das ganze Spektrum vom tiefen Growlen, Kreischen, Shouten bis hin zu mehrstimmigen Klargesängen ab. Die Musik wird für ihre Eigenständigkeit gelobt, und auf der anderen Seite auch als zu überambitioniert kritisiert.

### Texte
Die Texte befassen sich kritisch mit der Entwicklung der Menschheit und es werden metaphorisch immer wieder Abgründe der Existenz zum Thema genommen und zum Ausdruck gebracht.
Meistens sind die Texte in der „Ich-Form“ oder aus der Sicht eines neutralen Beobachters geschrieben, sind mit Zitaten verwoben und nehmen Bezug auf eine literarische Vorlage, welche aber nicht immer sofort ersichtlich ist.
Die unterschiedlichen Gesangsarten unterstreichen dabei die jeweiligen Aussagen und Emotionen.
Ivan Strimer ist der Haupttextschreiber. Einzelne Texte und Passagen stammen auch von Marcus Seebach.

### Logo
Das von Marcus Seebach gezeichnete Bandlogo hat geschwungene Aussenkanten und ist an die Logos von Florida-Death-Metal-Bands der 1990er-Jahre angelehnt. Es sind Parallelen zum Schriftzug von Morbid Angel zu finden.
Das im Zentrum positionierte „OF“ bildet ein Auge mit 2 Tränen, welche bittere und süsse Tränen symbolisieren. Auf der CD Once Human ist unter dem in normaler Schrift gedruckten Bandnamen, das „OF“-Auge zu einem 4-blättrigen Kleeblatt, genannt „4-eye“, zusammengefügt.

## Diskografie
- 2004: Taste of Tears (Demo)
- 2007: Architects of Downfall (Promo)
- 2011: Once Human (Album; SAOL/H’Art)